# ملعب الإمارات
استاد الإمارات هو ملعب كرة قدم في هولوواي في شمال لندن بإنجلترا، وهو الملعب الرئيسي لنادي أرسنال لكرة القدم. افتتح الملعب في يوليو من عام 2006، ويتميز بسعة كبيرة قدرها 60,432 متفرجاً، مما يجعله ثالث أكبر ملعب في إنجلترا بعد كل من ملعب ويمبلي وملعب أولد ترافورد الخاص بنادي مانشستر يونايتد، وهو كذلك ثاني أكبر ملعب في الدوري الإنجليزي الممتاز بعد ملعب أولد ترافورد. عرف سابقاً باسم اشبرتون جروف قبل أن يتم الإعلان عن توقيع صفقة لشراء حقوق اسم الملعب مع طيران الإمارات في عام 2004. كلفة المشروع بلغت 390 مليون جنيه استرليني.

## الاستاد
صمم الاستاد على شكل إناء من أربع طبقات بسقف فوق المدرجات ولا يشمل أرضية الملعب. تم تصميمه من قبل هوك سبورت (التي قامت أيضًا بتصميم استاد تلسترا في أستراليا، استاد ويمبلي الجديد، وكذلك استاد دي لوز في البرتغال)، وتمت أعمال الإنشاء بواسطة سير روبرت مكألبن المحدودة. يقع الاستاد فيما يعرف سابقا بمنطقة اشبرتون جروف الصناعية، على بعد بضعة مئات من الأمتار من الملعب السابق لأرسنال والمعروف باسم هايبري.

## التسمية
في 5 أكتوبر 2004 أعلن أن استاد الإمارات سيعرف بهذا الاسم لمدة 15 عامًا على الأقل بعد أن وافق النادي على صفقة رعاية بقيمة 100 مليون جنيه إسترليني مع طيران الإمارات. هذا المبلغ يتضمن أيضا حقوق الإعلان على قمصان اللاعبين لمدة ثمانية أعوام، بداية من موسم 07-2006. بعض المشجعين لا يزالون يستخدمون اسم الطريق «اشبرتون جروف» للإشارة إلى الاستاد الجديد، خصوصا أولئك المعارضين لمفهوم الرعاية التجارية لأسماء الملاعب. هذا الفرق بين الاسم الرسمي وغير الرسمي شبيه بما كان يحدث لملعب النادي السابق، استاد أرسنال، الذي عرف معظم الوقت بـ«هايبري» من قبل المشجعين ووسائل الإعلام، وحتى النادي نفسه.

## لمحة تاريخية

### اختيار اشبرتون جروف
في النهاية تم اختيار موقع، في منطقة اشبرتون جروف الصناعية، والتي كانت تبعد 500 متر فقط عن هايبري. تم الإعلان عن الخطة في نوفمبر 1999، على أن يتم الافتتاح في أغسطس 2003؛ ولكن هذا الموعد تأجل إلى أغسطس 2006 نتيجة لمصاعب تخطيطية ومالية. الموقع في اشبرتون جروف كان في حوزة عدة ملاك، أهمهم معمل إعادة التدوير التابع لمجلس ايسلنغتون ومكتب البريد الملكي. لكي يستطيع النادي تطوير الموقع كان عليه شراء الموقع من ملاكه الأصليين والتكفل بتكاليف انتقالهم إلى أماكن أخرى؛ وقد كان هذا مكلفا جدا للنادي.

### معارضة محلية
بالرغم من حضور أرسنال في ايسلنغتون لأكثر من 80 عامًا إلا من مجموعات من السكان والشركات عارضت بناء الاستاد الجديد. بعض ملاك الأراضي الذي كان عليهم الانتقال للسماح ببناء الاستاد رفعوا دعوى قضائية في يوليو 2002 بهدف منع بناء الاستاد، لكنهم فشلوا في ذلك. كان للاستاد أثره على السياسة المحلية، حيث أصبح قضية مهمة في الانتخابات المحلية التي جرت في مايو 2006. المعارضة استمرت مع طلب شرطة لندن المثير للجدل الذي يطلب من المشجعين إيقاف سياراتهم في مواقف مركز سوبل الرياضي القريب بدلا من مواقف الاستاد الموجودة تحت الأرض، بالإضافة إلى قيود على استخدام 14 شارعا تفرض في الأيام التي تجري فيها المباريات. كان من الممكن أن لا يحصل النادي على رخصة الأمن والسلامة التي يحتاجها لكي يفتتح الملعب، لكن تم لاحقا تلبية طلب الشرطة على أن يتم مراجعة تلك القيود بعد 5 مباريات.

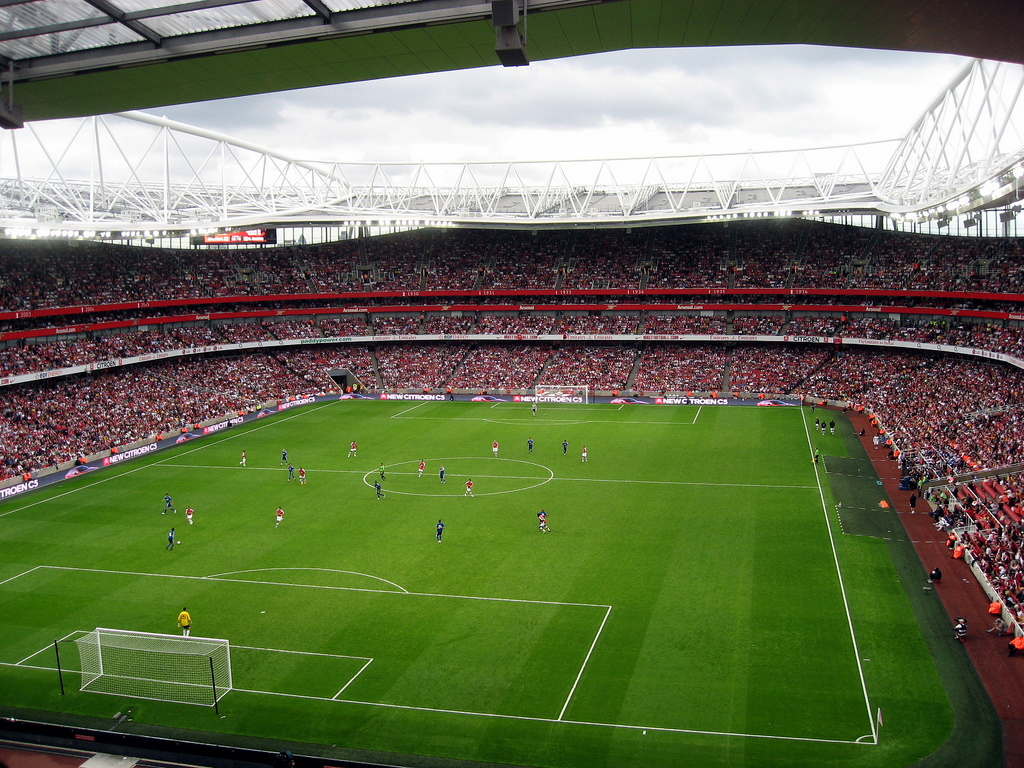
جانب من مباراة آرسنال ضد ريال مدريد.

### أعمال الإنشاء
بدأ العمل في بناء الاستاد في فبراير 2004. بالإضافة إلى الاستاد، تم بناء جسرين فوق خط سكة حديد نورثن سيتي ليتم ربطه مع درايتون بارك، وتم الانتهاء منهما صيف العام 2004. انتصب الاستاد في مكانه بداية أغسطس 2005، وتم الانتهاء منه قبل الموعد ووفق الميزانية المحددة. النادي أعلن أن مقصورات الضيافة قد بيعت بالكامل، وفي فبراير 2006 كانت 90% من تذاكر الموسم قد بيعت، وبحلول يونيو 2006 كانت بقية التذاكر قد بيعت أيضا. المقعد الأول في الاستاد تم الاحتفال بتركيبه في 13 مارس 2006 بحضور لاعب الوسط أبو ديابي. تم اختبار الأضواء الكاشفة بنجاح للمرة الأولى في 25 يونيو، وبعدها بيوم واحد تم نصب عوارض المرميين.

### المباراة الأولى
لكي يحصل الملعب على الرخصة اللازمة لافتتاحه، كان عليه استضافة ثلاثة أحداث بحضور غير مكتمل. الأول كان افتتاحا في حضور حاملي الأسهم في 18 يوليو، والثاني كان حصة تدريب مفتوحة أمام 20,000 من أعضاء النادي الذي تم اختيارهم في 20 يوليو. الحدث الثالث كان في 22 يوليو، حيث لعبت المباراة الأولى في الاستاد، وكانت مباراة اعتزال اللاعب الهولندي دينيس بيركامب أمام ناديه السابق أياكس. حضر المباراة 54,000 متفرج وانتهت بفوز أرسنال بهدفين مقابل هدف واحد. لاعب أياكس كلاس يان هانتيلار سجل أول هدف في استاد الإمارات، قبل أن ينجح تييري هنري في تسجيل هدف أرسنال الأول في الملعب الجديد خلال الشوط الثاني. لاعب أرسنال (وأياكس) السابق نوانكو كانو سجل هدف الفوز لأرسنال.
المباراة الرسمية الأولى لأرسنال في الملعب كانت ضمن الدوري الإنجليزي الممتاز أمام استون فيلا في 19 أغسطس 2006 في حضور 60,023 متفرجا. سجل لاعب استون فيلا أولف ميلبرغ الهدف الرسمي الأول في الاستاد الجديد، قبل أن ينجح جيلبرتو سيلفا من تسجيل هدف أرسنال الرسمي الأول في الملعب ليعدل النتيجة التي آلت إلى التعادل 1-1. المباراة الأولى ضمن دوري أبطال أوروبا لأرسنال انتهت بالفوز 2-1 على حساب دينامو زغرب في 23 أغسطس 2006؛ إدواردو دا سيلفا افتتح التسجيل قبل أن ينجح فريدرك ليونغبرغ وماثيو فلاميني في تسجيل هدفين متأخرى ن لأرسنال.

### أول مباراة دولية
استضاف استاد الإمارات مباراته الدولية الأولى في 3 سبتمبر 2006, بين المنتخب البرازيلي ضدالمنتخب الأرجنتيني، وقد انتهت المباراة بفوز المنتخب البرازيلي بـ 3 أهداف مقابل لا شيء.

## التمويل
تكلفة المشروع التي بلغت 390 مليون جنيه استرليني، والتي ارتفعت نتيجة للتكاليف التي اضطر النادي إلى تحملها بالإضافة إلى بناء الاستاد، كانت عائقا كبيرا، خصوصا أن أرسنال لم يحصل على أي تسهيلات حكومية. كانت مهمة الحصول على التمويل صعبة، وأوقف العمل بعد البدء فيه بفترة قصيرة، قبل أن يتم استئناف العمل بعد الحصول على حزمة قروض بقيمة 260 مليون جنيه استرليني قدمتها مجموعة من البنوك.
اعتمد أرسنال أيضا على مصادر أخرى للتمويل؛ فتم استصلاح واستثمار الأراضي الواقعة حول الملعب في اشبرتون جروف، كما أن هايبري تم تحويله إلى شقق سكنية بعد رحيل النادي. بالمجموع سيتم بناء أكثر من 2,000 منزل في هذه المواقع، ويعتمد النادي على الأرباح من هذه المشاريع الإنشائية لكي تغطي جزءا من تكاليف الاستاد الجديد. مصادر التمويل الأخرى تتضمن مساهمة بقيمة 15 مليون جنيه استرليني في مجال التموين دفعتها شركة ديلاوير نورث، التي تملك الحقوق الحصرية لعمليات التموين في الاستاد لمدة 20 عاما، إضافة إلى دفعات مقدمة من صفقات رعاية مع نايكي وطيران الإمارات. المدير التنفيذي للنادي قال أن الملعب الجديد من المتوقع أن يرفع مداخيل النادي من حوالي 115 مليون جنيه استرليني إلى 170 مليون جنيه استرليني تقريبا، مما سيساعد النادي ليقلص الفجوة في المداخيل بين أرسنال ومانشستر يونايتد.

## وصلات خارجية
- الموقع الرسمي لاستاد الإمارات